# Ceraclea cama
Ceraclea cama är en nattsländeart som först beskrevs av Oliver S. Flint Jr. 1965.  Ceraclea cama ingår i släktet Ceraclea och familjen långhornssländor. Inga underarter finns listade i Catalogue of Life.